# Nabój .38 Special
.38 Special (9 x 29 mm R) – nabój rewolwerowy opracowany w 1902 roku w amerykańskiej firmie Smith & Wesson.
Nabój .38 Special stanowił rozwinięcie naboju .38 Colt Long będącego na początku XX wieku przepisowym nabojem rewolwerowym armii USA. Pierwotnie był przeznaczony dla wojska, ale po zwycięstwie pistoletu Colt M1911 (na nabój .45 ACP) w konkursie na nową broń krótką dla armii głównym użytkownikiem tego naboju stała się policja wielu amerykańskich stanów, która zakupiła w tym czasie duże ilości rewolwerów S&W Model 10. Armia stała się użytkownikiem nowego naboju podczas II wojny światowej, kiedy w rewolwery kalibru .38 Special uzbrojono oficerów marynarki i lotnictwa.
Obecnie nabój .38 Special jest coraz rzadziej używany ponieważ okazało się, że posiada stosunkowo niską moc obalającą. Jego następcą stał się .357 Magnum a ponieważ nabój ten powstał przez wydłużenie łuski .38 Special, każdy rewolwer kalibru .357 Magnum może używać nabojów .38 Special.